# Vitbandad kardinal
Vitbandad kardinal (Piranga leucoptera) är en fågel i familjen kardinaler inom ordningen tättingar. Den förekommer i bergsskogar från Mexiko i norr till Bolivia i söder. Arten minskar i antal, men beståndet anses vara livskraftigt. Liksom andra arter i släktet Piranga placerades den länge i familjen tangaror, men genetiska studier har klarlagt att de tillhör kardinalerna.

## Utseende och läte
Vitbandad kardinal är en relativt liten ’’Piranga’’-kardinal. Hanen är mycket praktfull, lysande röd med svart ögon mask och prydliga vita vingband på svarta vingar. Honan har samma mönster som hanen, men är grönaktig och gul. Lätena består av ljusa läspande visslingar.

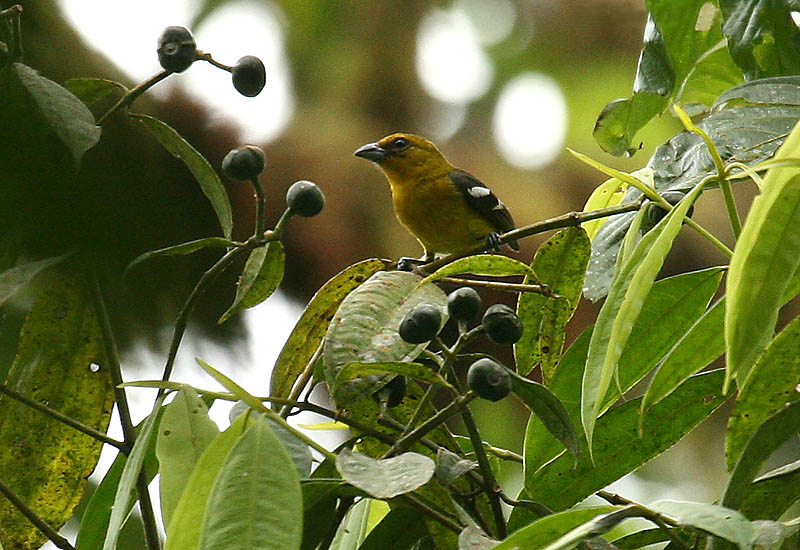
Hona fotograferad i Ecuador.

## Utbredning och systematik
Vitbandad kardinal förekommer från östra Mexiko söderut till Bolivia. Den delas in i fyra underarter med följande utbredning:
- Piranga leucoptera leucoptera – östra Sierra Madre Oriental i östra Mexiko (Tamaulipas) till Nicaragua
- Piranga leucoptera latifasciata – Costa Rica och västra Panama (österut till Veraguas)
- Piranga leucoptera venezuelae – Anderna från Colombia till Venezuela och norra Brasilien
- Piranga leucoptera ardens – Anderna från sydvästra Colombia (Nariño) till nordvästra Bolivia

### Familjetillhörighet
Släktet Piranga placerades tidigare i familjen tangaror (Thraupidae). DNA-studier har dock visat att de egentligen är tunnäbbade kardinaler, nära släkt med typarten för familjen röd kardinal.

## Levnadssätt
Vitbandad kardinal hittas i bergstrakter i fuktig städsegrön skog och skogar med tall och ek. Den påträffas huvudsakligen i trädtaket, vanligen i par eller smågrupper som ibland slår följe med kringvandrande födosökande artblandade flockar.

## Status och hot
Arten har ett stort utbredningsområde, men tros minska i antal, dock inte tillräckligt kraftigt för att den ska betraktas som hotad. Internationella naturvårdsunionen IUCN listar arten som livskraftig (LC). Beståndet uppskattas till i storleksordningen 50 000 till en halv miljon vuxna individer.